# Битва біля Доркіну
«Битва біля Доркіну» (англ. The Battle of Dorking: Reminiscences of a Volunteer) — роман у жанрі інвазійна література (попередник наукової фантастики) британського письменника Джорджа Томкінса Чесні, опублікований 1871 року. Написаний одразу після перемоги Пруссії у французько-прусській війні, книга описує вторгнення у Британію з боку німецькомовної країни, котрою називається Друга сила або Ворог.

## Передумови до написання
Чесні, капітан корпусу королівських інженерів, відчував занепокоєння з приводу поганого стану збройних сил Великої Британії. Він використовував художню літературу як інструмент просування своїх поглядів після того, як листи та публікації в газетах з цього питання не змогли вразити громадську думку. Французько-прусська війна (1870–1871) щойно продемонструвала швидкість, перевагу та здатність прусської армії швидко пристосовуватися до нових умов, тому опис швидкого та рішучого окупанта у Чесні справив на його сучасників сильне враження.

## Сюжет
Роман написаний у формі розповіді неназваного ветерана, який брав участь у битві при Доркінгу, й переказує останні дні напередодні та під час вторгнення до Великої Британії. Вона написана для онуків ветерана, як події минулих п'ятдесяти років. Роман починається з події, схожої на франко-прусську війну, яка оголила проблеми з посиленням мобілізації збройних сил поблизу Нідерландів. Королівський флот знищений чудо-зброєю («фатальними двигунами»), й ворог раптово висаджується поблизу Вортінга, Сассекс, Англія.
Демілітаризація та недостатня підготовка призвели до того, що армія змушена мобілізувати допоміжні підрозділи з широкої громадськості на чолі з неефективними та недосвідченими офіцерами. Дві армії сходяться за межами Доркінга в Сурреї, де британську лінію оборони розбиває наступаючий ворог, а вижилі з британської сторони змушені втікати.
Книга закінчується завоюванням Великої Британії та перетворенням її у провінцію з великими податками на користь імперії, встановлені щоб окупити витрати на війну. Британська імперія розпалася, лише Гібралтар та Мальту німці залишають під окупацією. Канада та Вест-Індія включені до Сполучених Штатів, тоді як Австралія, Індія та Ірландія отримують незалежність, і в результаті Ірландія вступає в тривалу громадянську війну.

## Історія публікації

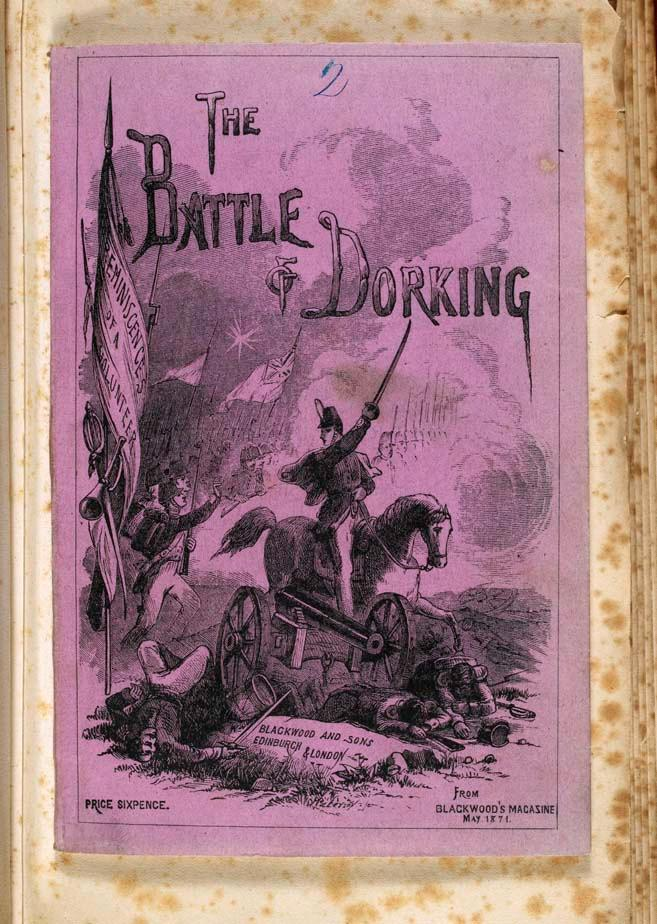
Передня обкладинка брошури «Битва біля Доркіну» видання 1871 року

«Битва біля Доркіну» була опублікована спочатку по частинах у журналі «Blackwood's Magazine», потім у формі памфлету, перш ніж нарешті з'явилася як роман. Він зазнав декілька перевидань та зацікавив військових і політиків, а також звичайних читачів.
Роман потрапляв до складу декількох збірок, у тому числі «Напередодні Армагеддону: Антологія вікторіанської та едуардської фантастики, опублікованої до 1914 року» Майкла Муркока (1975).